# فيوتي سيرجيو
فيوتي سيرجيو (بالإيطالية: Sergio Viotti)‏ (4 مارس 1990 ببريشا في إيطاليا - ) هو لاعب كرة قدم إيطالي في مركز حراسة المرمى. شارك مع منتخب إيطاليا تحت 16 سنة لكرة القدم ومنتخب إيطاليا تحت 17 سنة لكرة القدم ومنتخب إيطاليا تحت 21 سنة لكرة القدم. أما مع النوادي، فقد لعب مع كييفو فيرونا ونادي برو فيرتشيلي ونادي بريشيا ونادي تريستينا ونادي كريمونيسي ونادي مونزا وAC Bellaria Igea Marina ‏ وASD Martina Calcio 1947 ‏ ونادي غروسيتو ويوفي ستابيا.

## وصلات خارجية
- فيوتي سيرجيو على موقع قاعدة بيانات كرة القدم.إي يو (الإنجليزية)
- فيوتي سيرجيو على موقع AS.com (الإسبانية)